# Шервашидзе, Александр Константинович
Князь Алекса́ндр Константи́нович Шерваши́дзе (Ча́чба; 24 декабря 1867, Феодосия, Таврическая губерния — 17 августа 1968, Монако) — правнук правителя Абхазского княжества Келешбея Чачба, «местоблюститель княжеского престола» Абхазии (с 1918). Известен как первый среди абхазов профессиональный художник: график, живописец, сценограф, искусствовед и художественный критик.

## Биография

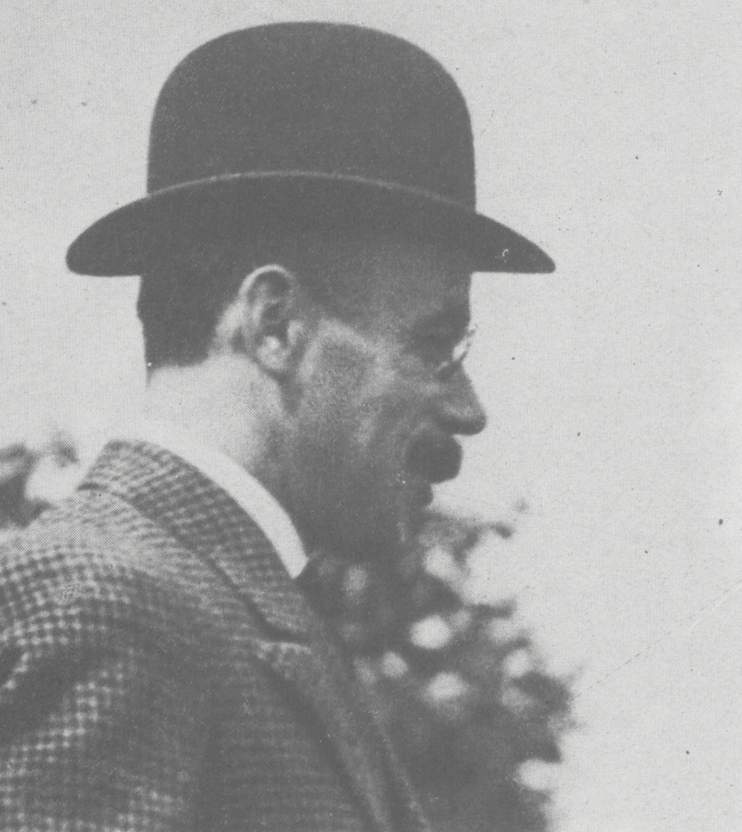
Фотография 1920-х годов

Родился в Феодосии (Таврическая губерния) в семье отставного майора Константина Шервашидзе, младшего сына последнего из владетелей Абхазии Георгия II (Сефер-бея) и пианистки Натальи д’Анлуа де ла Гард (фр. d’Enloy de la Garde. Однако вскоре Константин и Наталья разошлись, и Александр вместе с младшим братом остался с отцом, который в 1883 году скончался после продолжительной болезни.
С 1886 по 1889 годы обучался в Киевском реальном училище, где увлёкся рисованием. С 1891 по 1893 годы был вольнослушателем Московского училища живописи, ваяния и зодчества (класс В. Д. Поленова). С 1885 года учился в Париже. Участник выставки работ русских художников в Париже (1906). Был членом парижского русского артистического кружка «Монпарнас».

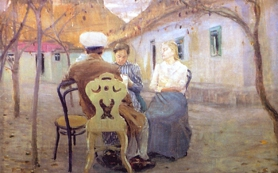
Картина «В саду»

Сформировался как художник на основе русской реалистической художественной школы и глубокого изучения европейской культуры во Франции. В начале XX века (1907—1918) он был одним из самых известных сценографов Петербургских императорских театров — Мариинского и Александринского. Работал на равных с такими выдающимися русскими художниками как А. Н. Бенуа, А. Я. Головин, В. А. Серов, Н. А. Рерих и зарубежными мастерами П. Пикассо, А. Дереном.
«Князь Александр Константинович потомок абхазских Царей, воплощение того восточного рыцарского благородства, которое в наше время почти сказочная редкость», — писал о нём в то время известный русский режиссёр и теоретик театра Николай Евреинов.
В ноябре 1909 года был секундантом М. А. Волошина на его дуэли с Н. С. Гумилёвым.
С 1918 по 1919 годы жил в Сухуме, где по его инициативе была открыта детская художественная школа, где он вел уроки рисования, а при Сухумском артистическом обществе были созданы театральные курсы для местной молодёжи. Затем на некоторое время переехал в Баку.

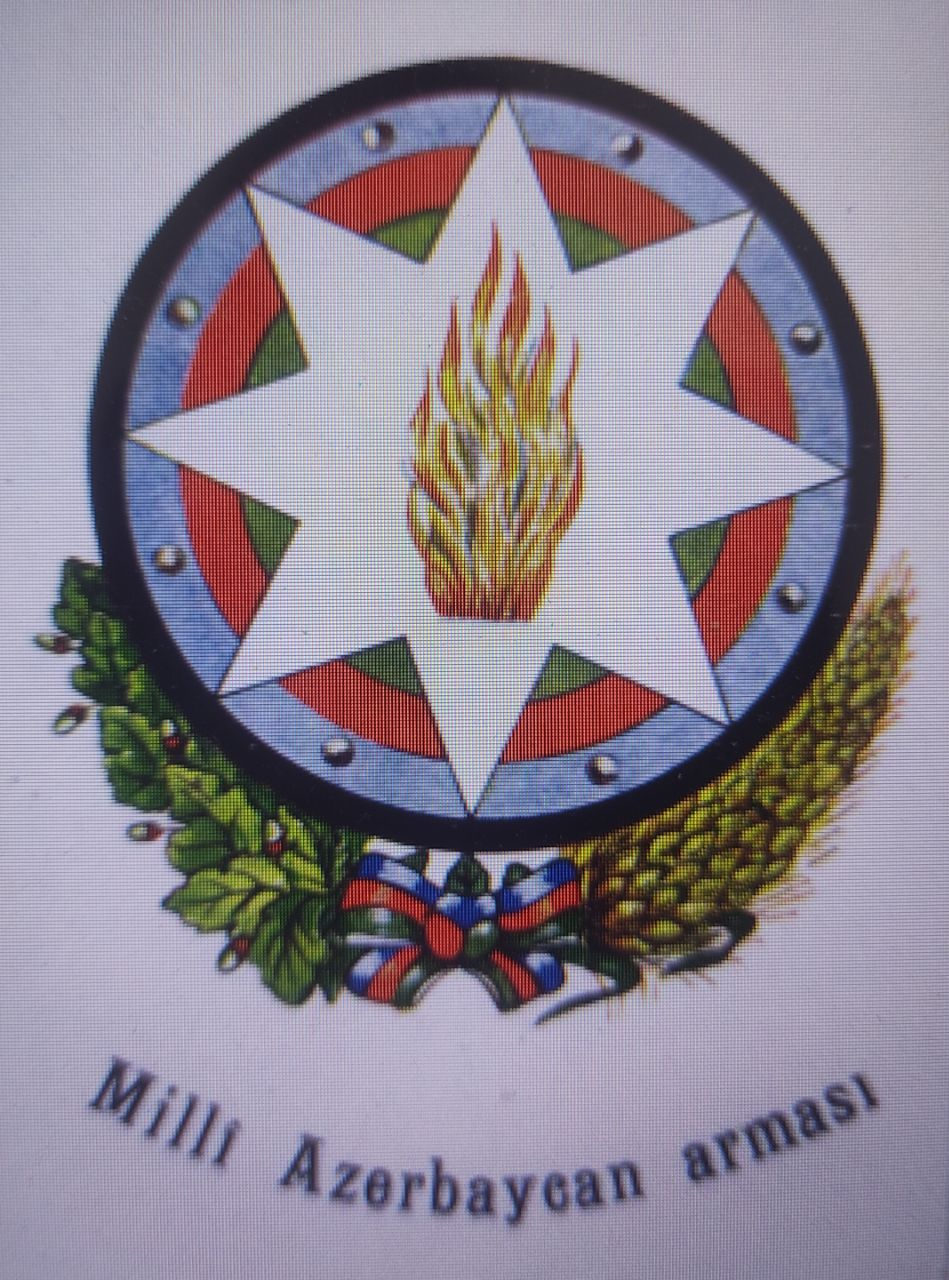
Проект герба Азербайджаской демократической республики, подготовленный А. Чачба к объявленному конкурсу

Посещал Баку проездом, следуя из Сухума в Крым, рассчитывая укрыться там от нарастающей угрозы со стороны Красной армии. В итоге князю всё же пришлось покинуть отечество и работать сценографом «Русского балета» в Лондоне.
Прибыв в Баку в конце 1919 года, наткнулся на заметку в газете «Азербайджан» № 246 от 14 ноября 1919 года, где был анонсирован конкурс на создание герба Азербайджанской Демократической Республики, и принял в нем участие.
Взяв за основу флаг АДР и основные символы флага, по всей вероятности, создал знак-эмблему АДР. Его работа легла в основу современного герба Азербайджана.
Некоторое время жил в Крыму, в Коктебеле, у своего друга, поэта и художника Максимилиана Волошина. Здесь он получает приглашение от С. П. Дягилева работать сценографом в «Русском балете», который в то время находился в Лондоне. Отныне его судьба связана с «Русским балетом», где он проработал с 1920 по 1948 годы. О его деятельности за рубежом говорится в «Словаре современного балета» (Париж, 1957): «При всей своей скромности, он был весьма ценным работником Русских балетов, так как без него декорационные дерзания, к которым стремился и которых требовал Дягилев от художников, не могли бы достигнуть того высокого уровня и качеств, которые были им свойственны».
Наряду со сценографией, А. К. Шервашидзе занимался также станковой живописью и графикой. Его кисти принадлежат получившие в своё время высокую оценку портреты современников: Н. Н. Евреинова, Т. Туманова, Ж. Кантель, К. Биссон и др. В художественной критике оставил след своими интересными статьями о П. Сезанне, В. Ван Гоге, Ж. Сёра, А. Бенуа.
Находясь вдали от исторической родины, художник не переставал интересоваться её жизнью и культурными достижениями. В 1958 году А. К. Шервашидзе, несмотря на то что нуждался материально, отказался продавать свои работы, и переслал более 500 работ для музеев Тбилиси и Сухуми. Художник скончался 17 августа 1968 года на 101 году жизни в пансионе для престарелых в Монако и был похоронен в Ницце на русском кладбище. 12 мая 1985 года в столице Абхазии — Сухуме, в торжественной обстановке у Национального музея состоялось перезахоронение праха абхазского художника.
Работы хранятся в Государственном Русском музее, Театральном музее, Театральной библиотеке (Санкт-Петербург), Театральном музее им. Бахрушина (Москва), в частных коллекциях России и во многих странах мира. 228 его работ, хранившихся в Государственной национальной картинной галерее Абхазии в Сухуме, погибли во время пожара 21 января 2024 года.

## Память

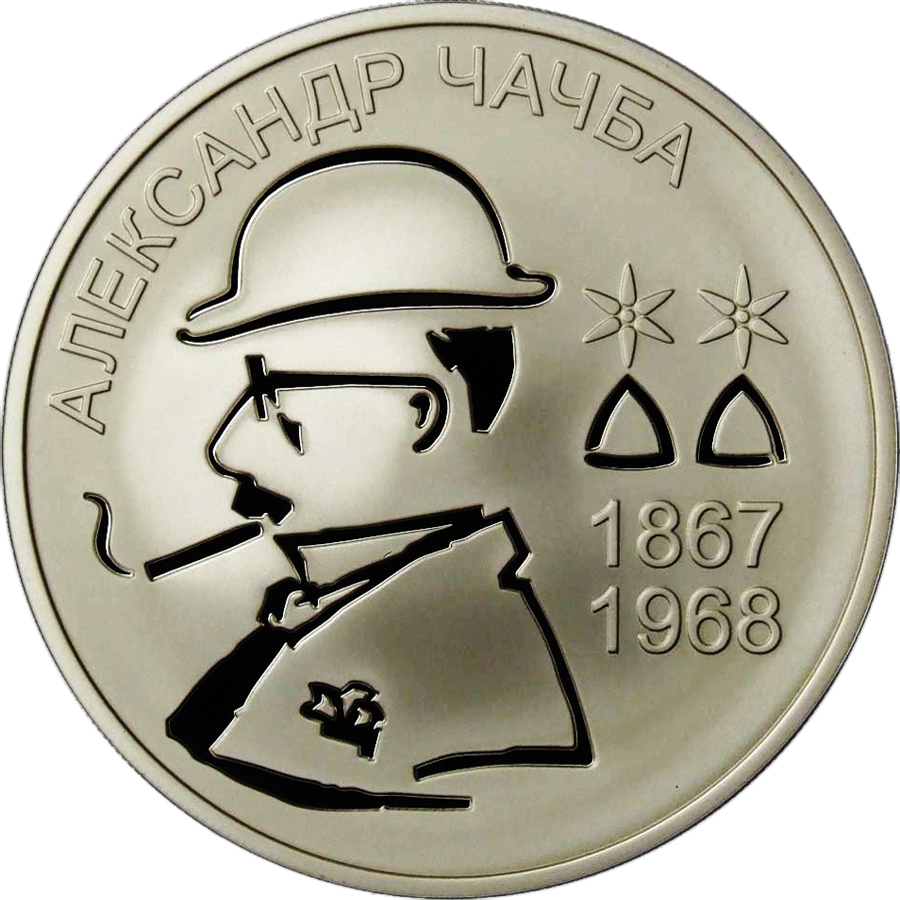
Серебряная монета «Александр Чачба» номиналом 10 апсаров из серии «Выдающиеся личности Абхазии»

- Именем художника названа улицы в Сухуме и Гудауте.
- В 2009 году Банк Абхазии выпустил памятную серебряную монету из серии «Выдающиеся личности Абхазии», посвященную Александру Константиновичу Чачба (Шервашидзе) номиналом 10 апсаров.
- С 28 декабря по 6 января впервые в Санкт-Петербурге, в Музее-квартире И. И. Бродского прошла выставка работ (эскизы костюмов) А. К. Шервашидзе, посвященная 140-летию со дня рождения мастера. Выставка знаменательна тем, что она является первым представлением творческого наследия А. К. Шервашидзе в Санкт-Петербурге.
- В феврале 2012 года в Санкт-Петербургской театральной библиотеке прошла четвертая выставка, посвящённая творчеству Александра Чачбы.
- 24 декабря 2013 года президент Абхазии Александр Анкваб принял участие в церемонии открытия памятника художнику, выполненного скульптором Амираном Адлейба и установленного на могиле художника в Сухуме[5]. В 2018 году Банк Абхазии выпустил памятную серебряную монету весом 5 унций, посвященную Александру Константиновичу Чачба (Шервашидзе) номиналом 100 апсаров.

Картины Александра Шервашидзе хранятся также в Государственном музее Грузии (Тбилиси). В декабре 2018 года в Батуми, в Доме писателей Аджарии была организована выставка работ художника: около тридцати его сценографических работ разных периодов.

## Семья
Жена (с 29 мая 1905 года; Париж) — Екатерина Васильевна Падалка (1876—1955), дочь потомственного дворянина. Рано осиротев, воспитывалась в семье И. Н. Мамонтова, окончила курс в Московской частной женской гимназии. Обучалась в Сорбонне на математический факультете, после работала в парижском страховом обществе «Нью-Йорк». После рождения младшей дочери жила в Петербурге отдельно от мужа. С 1917 года проживала в Феодосии, в 1924 году была арестована и сослана под Вологду. Последние годы работала преподавателем в Сухумском пединституте. Дети: Михаил (1906—1909), Константин (1909—1938), Русудана (1911—2006, Ставрополь; в браках Зайцева и Пилиди).
Младший его брат, Владимир Шервашидзе (1873—1937), закончил военную школу в Ярославле, в Первую мировую войну служил зауряд-подполковником, затем в Красной армии полковником. Под псевдонимом Набаров руководил восстанием абхазов против меньшевиков, но за близость к опальному Н. Лакобе был в 1937 году репрессирован.